# Ahmad Attar
Pour les articles homonymes, voir Attar.
 (octobre 2022).
La mise en forme du texte ne suit pas les recommandations de Wikipédia : il faut le « wikifier ».
Les points d'amélioration suivants sont les cas les plus fréquents. Le détail des points à revoir est peut-être précisé sur la page de discussion.
- Les titres sont pré-formatés par le logiciel. Ils ne sont ni en capitales, ni en gras.
- Le texte ne doit pas être écrit en capitales (les noms de famille non plus), ni en gras, ni en italique, ni en « petit »…
- Le gras n'est utilisé que pour surligner le titre de l'article dans l'introduction, une seule fois.
- L'italique est rarement utilisé : mots en langue étrangère, titres d'œuvres, noms de bateaux, etc.
- Les citations ne sont pas en italique mais en corps de texte normal. Elles sont entourées par des guillemets français : « et ».
- Les listes à puces sont à éviter, des paragraphes rédigés étant largement préférés. Les tableaux sont à réserver à la présentation de données structurées (résultats, etc.).
- Les appels de note de bas de page (petits chiffres en exposant, introduits par l'outil «  Source ») sont à placer entre la fin de phrase et le point final[comme ça].
- Les liens internes (vers d'autres articles de Wikipédia) sont à choisir avec parcimonie. Créez des liens vers des articles approfondissant le sujet. Les termes génériques sans rapport avec le sujet sont à éviter, ainsi que les répétitions de liens vers un même terme.
- Les liens externes sont à placer uniquement dans une section « Liens externes », à la fin de l'article. Ces liens sont à choisir avec parcimonie suivant les règles définies. Si un lien sert de source à l'article, son insertion dans le texte est à faire par les notes de bas de page.
- La présentation des références doit suivre les conventions bibliographiques. Il est recommandé d'utiliser les modèles {{Ouvrage}}, {{Chapitre}}, {{Article}}, {{Lien web}} et/ou {{Bibliographie}}. Le mode d'édition visuel peut mettre en forme automatiquement les références.
- Insérer une infobox (cadre d'informations à droite) n'est pas obligatoire pour parachever la mise en page.

Pour une aide détaillée, merci de consulter Aide:Wikification.
Si vous pensez que ces points ont été résolus, vous pouvez retirer ce bandeau et améliorer la mise en forme d'un autre article.
Ahmad Attar (ou Mojahed Abo al-Jood) est un chef opérateur syrien. Il a participé, sous le pseudonyme Mojahed Abo al-Jood, au tournage de Les derniers Hommes d'Alep réalisé par Feras Fayyad, documentaire primé entre autres par le grand prix du jury au festival de Sundance, Emmy Award et nommé pour l'Oscar du meilleur film  documentaire; et à Goodbye Aleppo réalisé par Christine Garabedian, un documentaire également primé par un Emmy Award.

## Biographie
Ahmad Attar naît en 1994. Jeune, il participe à la révolution syrienne qui éclate en mars 2011, dans le contexte des printemps arabes. Il est l'un des membres fondateurs de l'Aleppo Media Center (AMC), une agence de presse syrienne créée pour documenter et témoigner, contre la propagande officielle du gouvernement de Bachar el-Assad,,. Il y travaille comme producteur pour ITV news.
Ses films et reportages ont été publiés sur des chaînes de télévision internationales (BBC, ITV News, CNN,  Sky News Arabe, Al-Aan TV, etc.).
C'est pour BBC qu'il filme deux documentaires pendant le siège de la ville d'Alep en 2016 : Aleppo - Life Under Siege[source insuffisante] et Goodbye Aleppo. Ceux-ci montrent l'atrocité de la vie quotidienne pendant la guerre, mais également les violations des droits de l'homme, exercées notamment par le régime syrien pendant le siège de la ville,.
Avec les équipes de l'AMC, il filme Les Derniers Hommes d'Alep, un long métrage documentaire qui suit le travail des secouristes volontaires de la Défense civile syrienne, surnommés les Casques blancs, dans la zone aux mains des opposants au régime, pendant le siège d'Alep en 2016.
Après la reprise de l'Est de la ville par le régime syrien en décembre 2016 et le déplacement des populations qui y étaient assiégées, Ahmad Attar se réfugie en Turquie, puis en France, où il arrive en 2017 afin de demander l'asile politique, qu'il obtient en mars 2018,,,.

## Filmographie
Directeur de photographie ou chef opérateur :
- 2016 : Aleppo - Life Under Siege (documentaire)
- 2017 : Les Derniers hommes d'Alep[2] réalisé par Feras Fayyad (documentaire)
- 2017 : One Day in Aleppo[21], réalisé par Ali Alibrahim (documentaire)
- 2017 : Goodbye Aleppo[11] réalisé par Christine Garabedian (documentaire)
- 2018 : The Painter (documentaire)

- 2021 : Ruines - Les blessures de la guerre[22] (documentaire)[23]

Réalisateur :
- 2015 : SHAHD (court-métrage de fiction)

- 2017 : The Road (documentaire)

- 2018 : The Painter [24](documentaire)[25]

## Prix et nominations
Prix :
- 2017 : Rory Peck Award (en)[26]

- 2018 : International Emmy Award for Outstanding Documentary[27]

- 2018 : Best Off Short au festival Middle East Now à Florence[6]

Nomination :
- 2018 : Golden Frog au Camerimage[28]